# Maximilian Hippe
Maximilian Hippe (* 6. Mai 1998 in Bielefeld) ist ein deutscher Fußballspieler.

## Karriere
Der Innenverteidiger Maximilian Hippe begann seine Karriere beim Bielefelder Stadtteilverein VfL Theesen und wechselte im Sommer 2015 in die A-Jugend des SV Rödinghausen. Ein Jahr später rückte Hippe in den Kader der zweiten Mannschaft der Rödinghausener auf und spielte in der sechstklassigen Westfalenliga. Schon in der Winterpause der Saison 2016/17 wurde Hippe in den Kader der ersten Mannschaft befördert und spielte nun in der viertklassigen Regionalliga West. In der Saison 2018/19 nahm der SV Rödinghausen erstmals am DFB-Pokal teil. Im Erstrundenspiel gegen Dynamo Dresden erzielte Maximilian Hippe in der Verlängerung den Siegtreffer zum 3:2 nach Verlängerung. In der zweiten Runde schied Rödinghausen dann gegen den FC Bayern München aus.
Im Sommer 2019 wechselte Hippe zum Ligarivalen Borussia Dortmund II. Mit den Dortmundern wurde er in der Saison 2020/21 Meister der Regionalliga West und stieg in die 3. Liga auf. Am 24. Juli 2021 absolvierte Hippe sein Profidebüt beim 2:1-Sieg der Dortmunder beim FSV Zwickau, als er für Berkan Taz eingewechselt wurde. Ende August 2021 wechselte Hippe zum Drittligakonkurrenten 1. FC Kaiserslautern. Am Ende der Saison 2021/22 stieg er mit den Pfälzern in die 2. Bundesliga auf. Vor der Winterpause 2021/22 war er fünfmal in der Startelf aufgeboten worden. Nach einer anschließenden Verletzung konnte er sich keinen erneuten Stammplatz erkämpfen. In der Zweitligahinrunde 2022/23 kam er für die Profimannschaft nicht zum Einsatz und spielte lediglich einige Male für die zweite Mannschaft. Kurz vor Ende der Winterwechselperiode 2022/23 einigten sich der Verein und Hippe auf die vorzeitige Auflösung des Vertrags.
Wenige Tage nach der Vertragsauflösung in Kaiserslautern kehrte Hippe zum SV Rödinghausen in die Regionalliga West zurück. Er erhielt einen Vertrag bis Juni 2024.

## Erfolge
- Aufstieg in die 3. Liga: 2021
- Meister der Regionalliga West: 2021